# 橋本直子
橋本 直子（はしもと なおこ、1984年7月11日 - ）は、日本の元女子バレーボール選手、指導者である。

## 来歴
岡山県岡山市出身。小学校1年生よりバレーを始める。就実高等学校では、春高バレー・インターハイでベスト8進出。全日本ジュニアにも選出された。
2003年、久光製薬スプリングスに入部。左利きを生かしたジャンプサーブを武器に、鶴田桂子引退後の正セッターを獲得。2006-07年プレミアリーグ優勝（ベスト6賞獲得）、2007年4月、日韓V.LEAGUE TOP MATCH大会2連覇（最高殊勲選手賞獲得）、2007年5月、第56回黒鷲旗全日本選手権大会2連覇の、シーズン3冠達成に貢献した。
2009シーズンを以って久光製薬スプリングスを退団、エンゲルホルムVSに移籍。2010年7月、サマーリーグのため、日立リヴァーレに一時移籍した。
2011年7月、JTマーヴェラスに移籍。2012年5月、第61回黒鷲旗大会ではチーム優勝に大きく貢献し、ベスト6に選出された。
2012年5月、JTを退部。同年、スイスリーグのヴォレロ・チューリッヒに移籍し、2012-13シーズンのヨーロッパチャンピオンズリーグなどに出場した。
2013年5月にJTへの復帰が決定し、翌月全日本に招集された。FIVBワールドグランプリ2013の登録メンバーに選ばれ、同大会に出場した。。同年の9月のアジア選手権にも出場した。
2014年5月、JTを退団。2015年7月に日立リヴァーレに入団。翌2016年6月に退団。
日立退団以降は、5か国でのプレーを経て、2022年からはスウェーデンのRIGファルシェーピング、2024年からはエンゲルホルムVSで指導者を務めている。

## 球歴
- 全日本代表 - 2013年

## 所属チーム

### 選手
- 岡山市立甲浦小学校
- 就実中学校・高等学校
- 久光製薬スプリングス（2003-2009年）
- エンゲルホルムVS（スウェーデン語版）（2009-2011年）
  -  日立リヴァーレ（2010年）
- JTマーヴェラス（2011-2012年）
- ヴォレロ・チューリッヒ（2012-2013年）
- JTマーヴェラス（2013-2014年）
- CSMヴォレイ・アルバ・ブラジ（2014-2015年）
- バンコク・グラス（タイ語版）（2015年）
- 日立リヴァーレ（2015-2016年）
- ローテ・ラーベン・ヴィルスビブルク（ドイツ語版）（2016-2017年）
- ペルラス・スパイカーズ（英語版）（2017年）
- CSMブカレスト（2017-2019年）
- ディナモ・ブカレスト（英語版）（2019-2020年）
- イル・ビゾンテ・フィレンツェ（2020-2021年）
- ヨーテボリVBK（スウェーデン語版）（2021-2022年）

### 指導者
- RIGファルシェーピング（スウェーデン語版）（2022-2024年）
- U-17スウェーデン女子代表（2022年）
- エンゲルホルムVS（スウェーデン語版）（2024年-）

## 受賞歴
- 2007年 - 2006-07Vプレミアリーグ ベスト6
- 2007年 - 2007日韓V.LEAGUE TOP MATCH MVP
- 2012年 - 第61回黒鷲旗大会 ベスト6

## 個人成績
Vプレミアリーグレギュラーラウンドにおける個人成績は下記の通り。
| シーズン | 所属     | 出場 | 出場   | アタック | アタック | アタック | アタック | ブロック | ブロック | サーブ | サーブ | サーブ | サーブ | レセプション | レセプション | 総得点 | 備考 |
| -------- | -------- | ---- | ------ | -------- | -------- | -------- | -------- | -------- | -------- | ------ | ------ | ------ | ------ | ------------ | ------------ | ------ | ---- |
| シーズン | 所属     | 試合 | セット | 打数     | 得点     | 決定率   | 効果率   | 決定     | /set     | 打数   | エース | 得点率 | 効果率 | 受数         | 成功率       | 総得点 | 備考 |
| 2003/04  | 久光製薬 | 7    | 5      | 0        | 0        | 0.0%     | %        | 0        | 0.00     | 6      | 0      | 0.00%  | 12.5%  | 0            | 0.0%         | 0      |      |
| 2004/05  | 久光製薬 | 10   | 31     | 0        | 0        | 0.0%     | %        | 0        | 0.00     | 37     | 3      | 8.11%  | 9.9%   | 0            | 0.0%         | 3      |      |
| 2005/06  | 久光製薬 | 25   | 55     | 0        | 0        | 0.0%     | %        | 0        | 0.00     | 80     | 5      | 6.25%  | 13.3%  | 0            | 0.0%         | 5      |      |
| 2006/07  | 久光製薬 | 27   | 101    | 76       | 32       | 42.1%    | %        | 12       | 0.12     | 355    | 26     | 7.32%  | 12.8%  | 3            | 33.3%        | 70     |      |
| 2007/08  | 久光製薬 | 26   | 105    | 64       | 37       | 57.8%    | %        | 10       | 0.10     | 349    | 13     | 3.72%  | 10.5%  | 4            | 0.0%         | 60     |      |
| 2008/09  | 久光製薬 | 22   | 89     | 32       | 12       | 37.5%    | %        | 9        | 0.10     | 351    | 13     | 3.70%  | 10.1%  | 2            | 0.0%         | 34     |      |
| 2011/12  | JT       | 21   | 73     | 6        | 3        | 50.0%    | %        | 1        | 0.01     | 62     | 3      | 4.84%  | 10.3%  | 0            | 0.0%         | 7      |      |
| 2013/14  | JT       | 28   | 109    | 66       | 26       | 39.4%    | %        | 17       | 0.16     | 336    | 6      | 1.79%  | 9.2%   | 6            | 16.7%        | 49     |      |
| 2015/16  | 日立     | 21   | 39     | 4        | 3        | 75.0%    | %        | 0        | 0.00     | 62     | 3      | 4.84%  | 12.3%  | 0            | 0.0%         | 6      |      |